# Assassin (téléfilm)
Pour les articles homonymes, voir Assassin.
Assassin est un téléfilm de Sandor Stern, avec Robert Conrad en 1986.

## Synopsis
Deux anciens agents de la C.I.A. luttent contre un dangereux individu, véritable machine à tuer, qui est en réalité un assassin robot à apparence humaine, programmé pour commettre un assassinat par un agent dissident. 

## Fiche technique
- Titre :  Assassin
- Titre original : Assassin
- Réalisation : Sandor Stern
- Scénario : Sandor Stern
- Musique : Anthony Guefen
- Durée : 74 minutes

## Distribution
- Robert Conrad : Henry Stanton
- Karen Austin : Mary Casallas
- Richard Young : Robert Golem
- Jonathan Banks : Earl Dickman
- Robert Webber : Calvin Lantz